# Ford Fiesta ’96
Der Ford Fiesta ’96 ist die vierte Baureihe des Ford Fiesta. Obwohl der Ford Fiesta ’99 inoffiziell als eigenständige fünfte Baureihe gilt, sind die Modelle eng verwandt. Sie teilen sich die Codes für die Karosseriebauform – unter anderem JBS und JAS für drei- und fünftürige Limousinen – die Plattform und einen großen Teil der Technik. Die meisten Änderungen betreffen die Form von Scheinwerfern, Kühlergrill, Motorhaube und der Front- und Heckschürze. In anderen Märkten wird der Fiesta ’99 nicht als eigenständiges Modell betrachtet, weshalb es in der Zählweise der Baureihen ab 1999 Unterschiede geben kann.

## Fiesta ’96 (1995–1999)
| Sterne im Euro-NCAP-Crashtest |

### Modellgeschichte
Nach sieben Jahren ersetzte der Fiesta ’96 seinen Vorgänger. Die Bodengruppe wurde nahezu unverändert vom Fiesta ’89 übernommen, doch das neue Modell erhielt eine rundum neue Form und brachte auch viele technische Verbesserungen mit sich. Die Typbezeichnung für den Dreitürer lautete JBS, die für den Fünftürer JAS.
Die Basismotorisierung war der aus dem Vorgängermodell stammende 1,3-Liter-Ottomotor mit 37 kW oder 44 kW und elektronischer Einspritzung, der als Kentmotor (mit Vergaser) erstmals 1959 im Ford Anglia verwendet worden war. Die beiden Varianten waren bis auf die Drosselklappe gleich, weshalb diese häufig als „Tuningmaßnahme“ ausgetauscht wurde. Neu im Fiesta war der Zetec-SE-Motor, wahlweise mit 1,25 Liter Hubraum und 55 kW (75 PS) oder mit 1,4 Liter Hubraum und 66 kW (90 PS). Bei diesem leichten und kompakten Motor bestanden Kurbelgehäuse und Zylinderkopf aus Aluminium, der Ventildeckel aus Magnesium. Der einzige Dieselmotor war der bereits beim Escort und Mondeo verwendete Motor mit 1,8 Litern Hubraum. Er leistete im Fiesta ohne Turbolader nur 44 kW.
Wie beim Vorgänger wurde der Fiesta bis zum Bauende als Courier mit Lastkraftwagen- und Personenkraftwagen-Zulassung angeboten. 1996/97 gab es eine europaweite Rückrufaktion von 315.000 Fiesta und Fiesta Courier wegen Fehlern am Bremssystem.
Die dritte Generation des Mazda 121 war ein in den Ford-Werken in Köln gebauter Fiesta ’96 mit einigen Mazda-spezifischen Modifikationen.
Auf der Basis der vierten Fiesta-Reihe wurden ab Herbst 1996 der Kleinstwagen Ford Ka und ab Frühjahr 1997 das Sportcoupé Ford Puma angeboten.
In anderen Märkten (Südamerika, China etc.) wurde der Fiesta ’96 mit einem 1,0-Liter-Motor und auch als Stufenheckvariante angeboten.

### Modellpflege
Im September 1999 wurde eine stark überarbeitete Version des Fiesta '96 vorgestellt. Geändert wurden vor allem die Fahrzeugfront mit neuen Scheinwerfern, einem neuen Kühlergrill und einer neuen Motorhaube sowie die Stoßstangen vorn und hinten. Obwohl der Typcode (JAS/JBS) der gleiche blieb, gilt das „Facelift“ als eigenständiges, fünftes Modell. In anderen Märkten wie z. B. dem Vereinigten Königreich werden beide Fahrzeuge als ein Modell angesehen.

### Ausstattungslinien
- Fiesta Focus
- Fiesta Flair
- Fiesta Fun
- Fiesta Ghia

### Sondermodelle

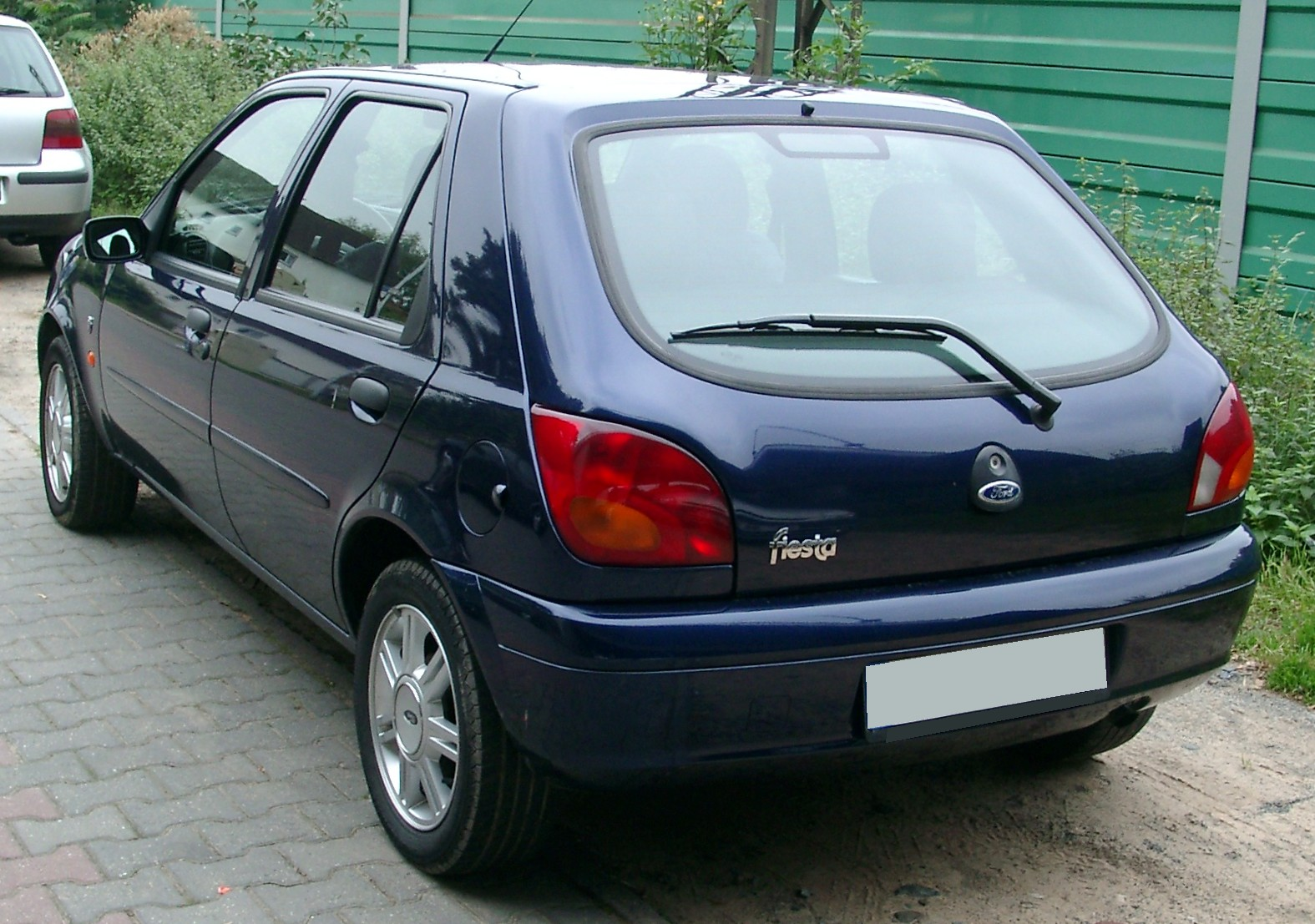
Heckansicht
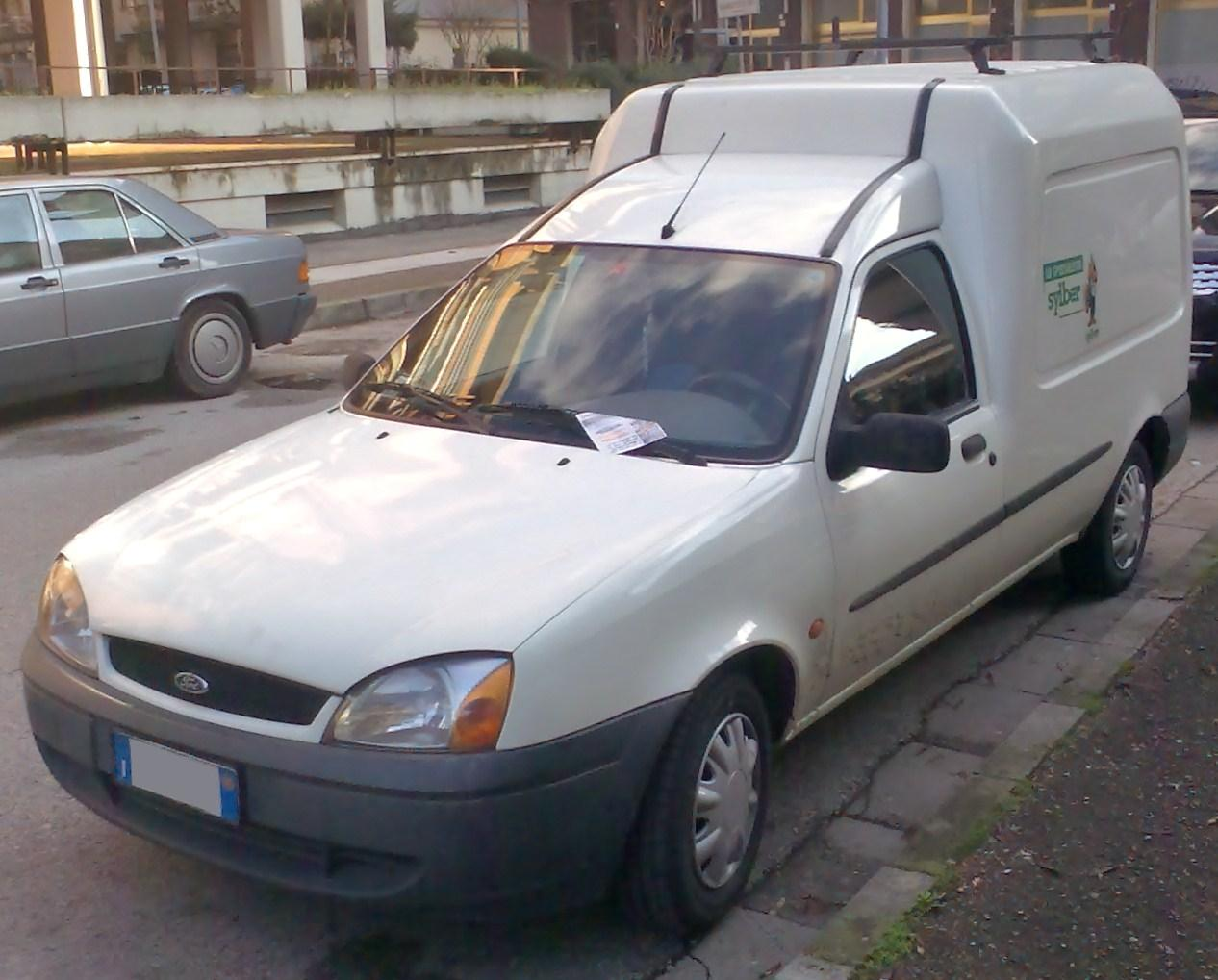
Ford Courier

- Fiesta GT
- Fiesta Style „Kool“
- Fiesta Style „Family“
- Fiesta Style „Sport“

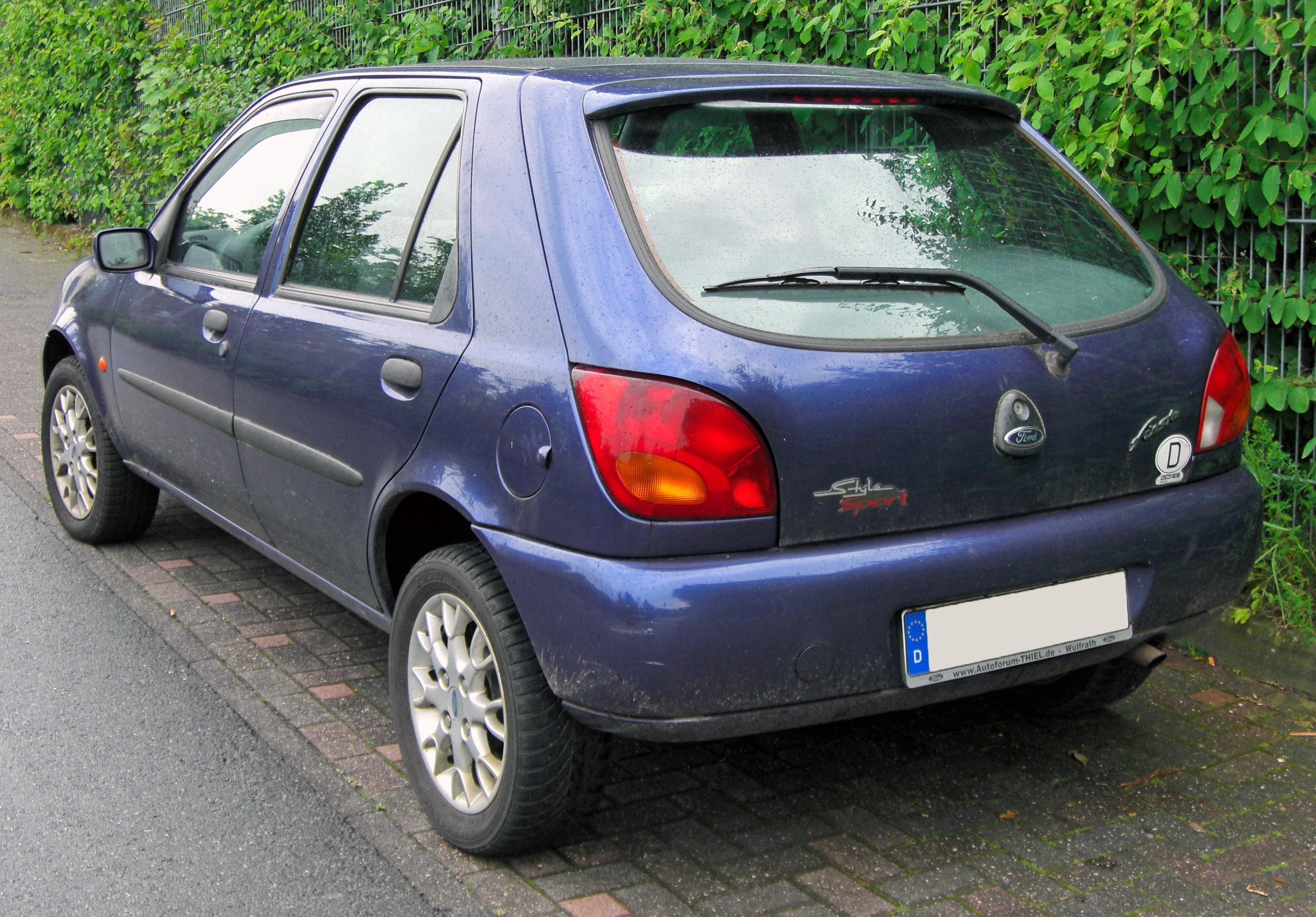
Heckansicht
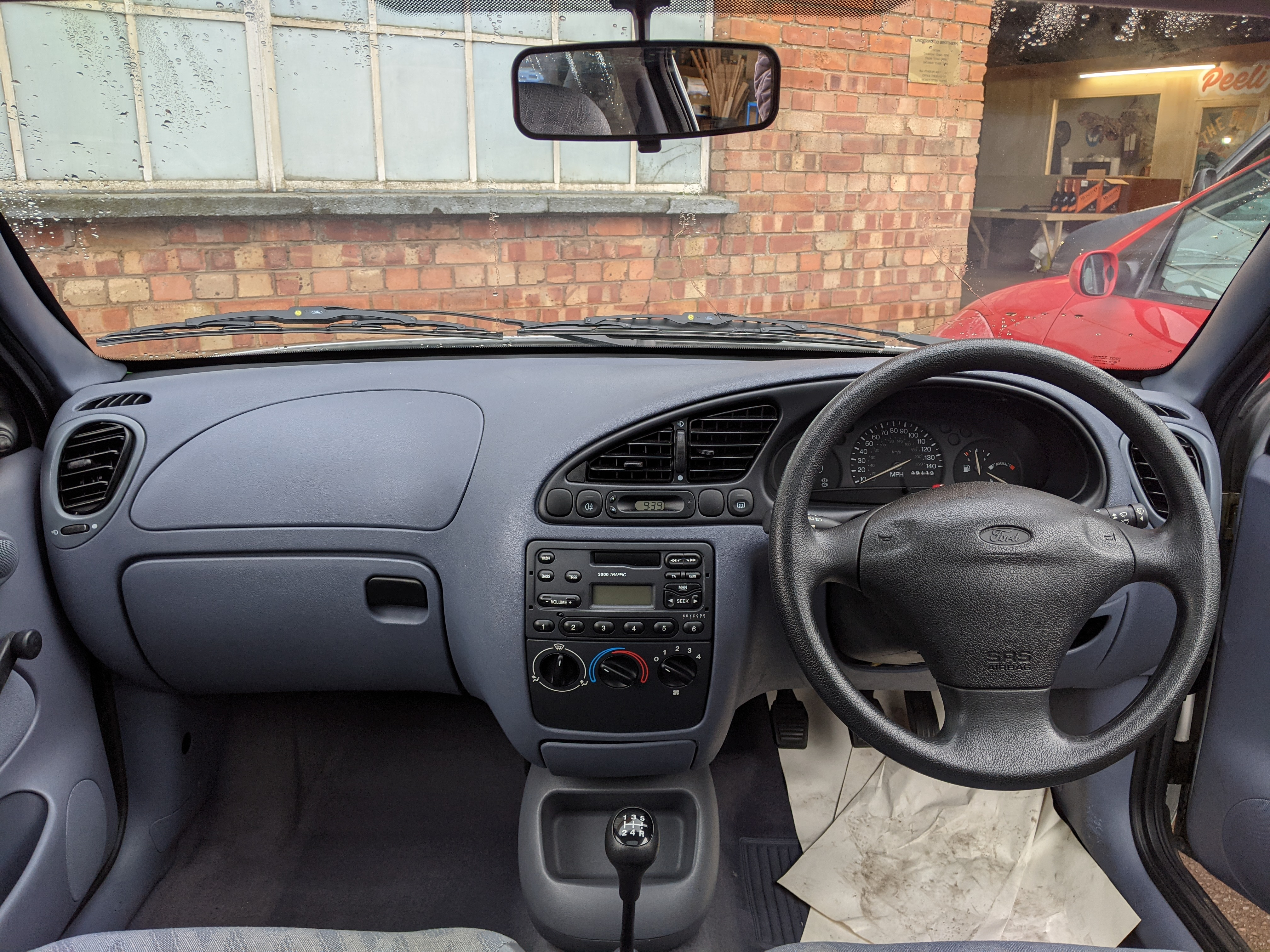
Innenraumansicht (Rechtslenker)
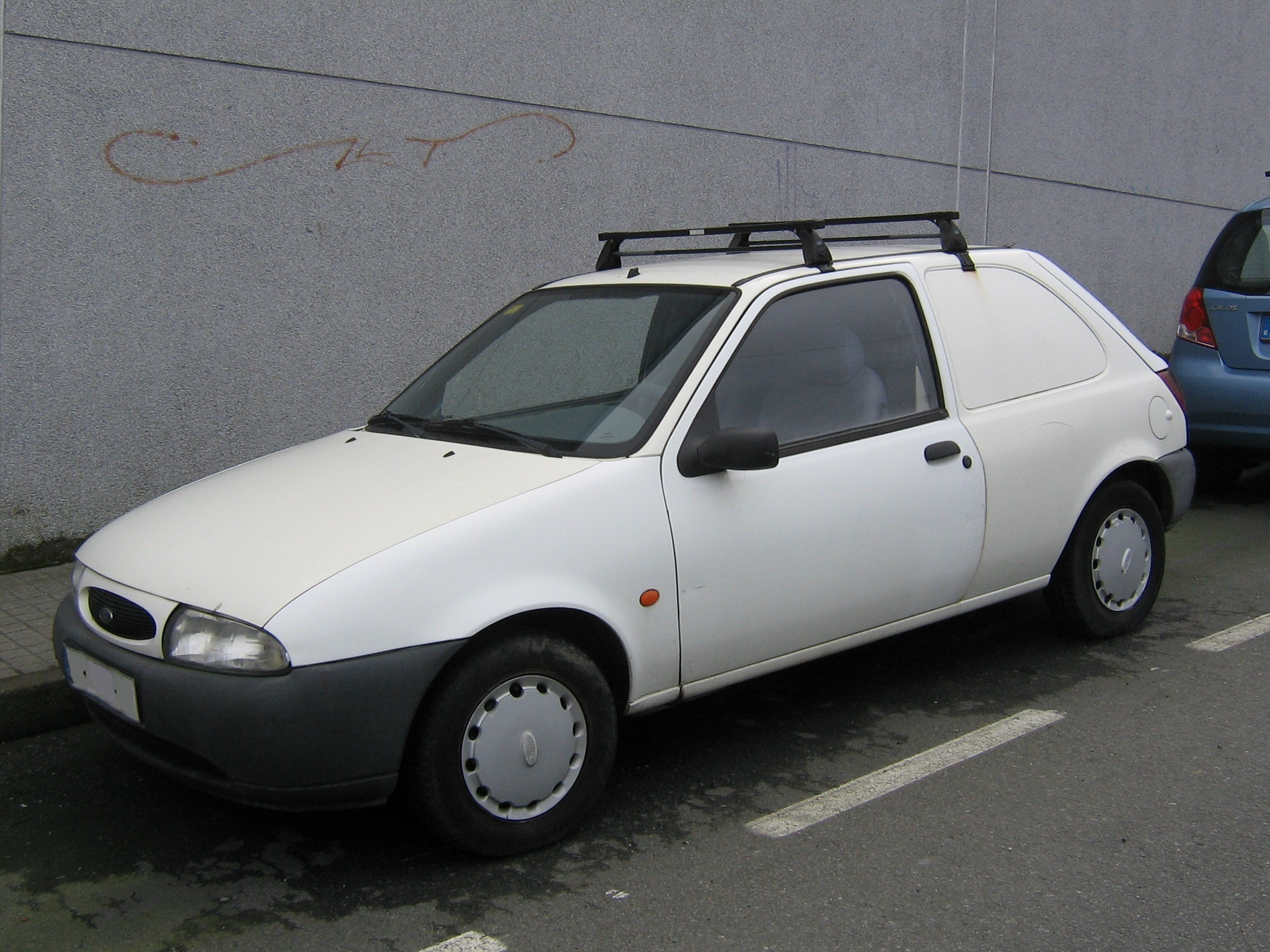
Ford Fiesta Lieferwagen (1996–1999)
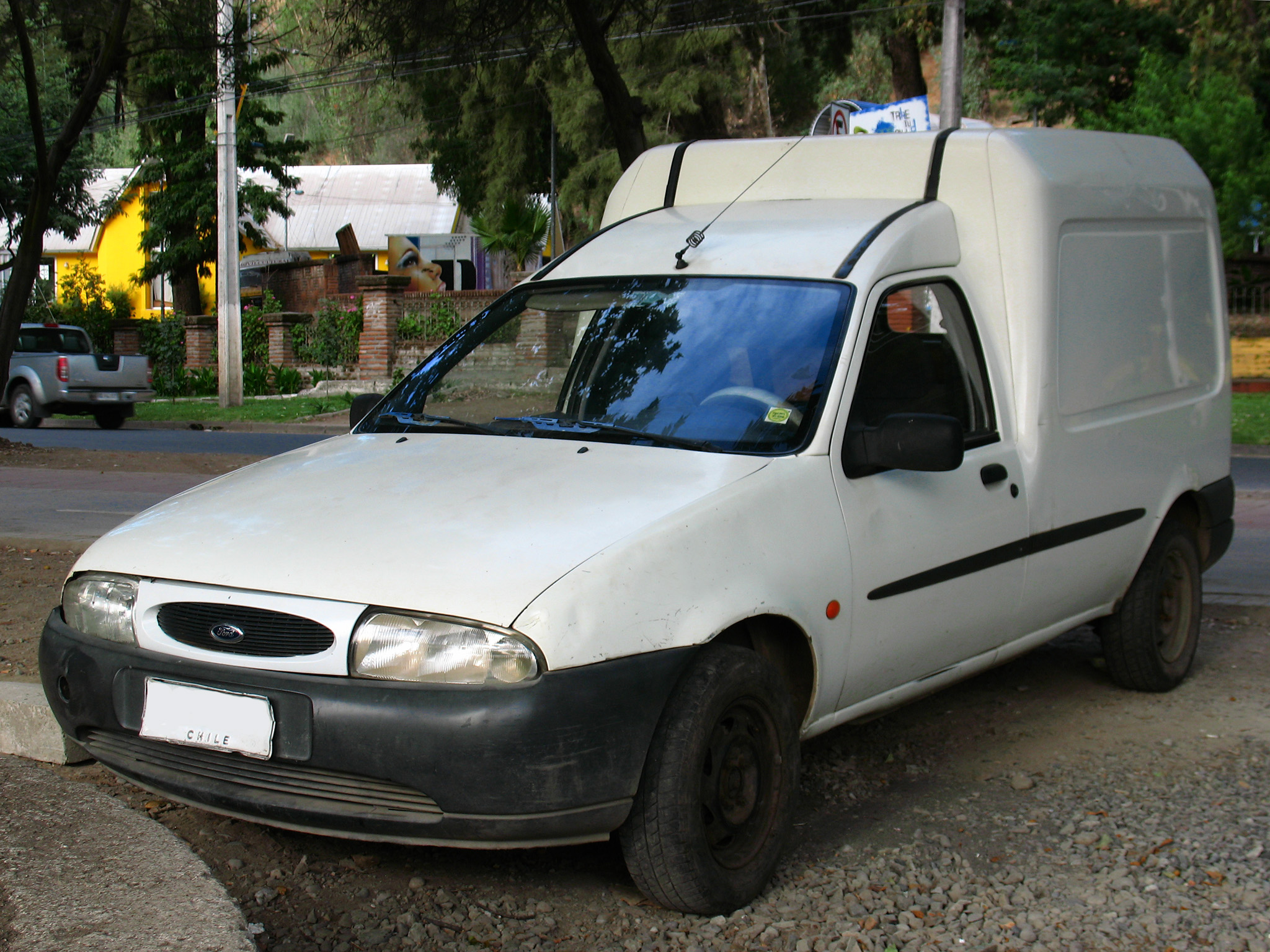
Ford Courier Kastenwagen (1996–1999)

### Technische Daten
siehe Fiesta ’99: 

## Fiesta ’99 (1999–2001)
| Sterne im Euro-NCAP-Crashtest |

### Modellgeschichte
Der Fiesta ’99 war eine überarbeitete Version mit neu gestalteter Frontpartie und modifizierten Stoßfängern vorne und hinten. Trotz des gleichen Typencodes JAS bzw. JBS gilt das Modell als fünfte Baureihe in Deutschland und einigen anderen Ländern, während es auf anderen Märkten als Facelift der vierten Modellgeneration bezeichnet wird. Der Fiesta war von jetzt an serienmäßig mit 14-Zoll-Rädern, innenbelüfteten Scheibenbremsen vorn, Seitenairbags und einer dritten Bremsleuchte ausgestattet. Ab Frühjahr 2000 war zusätzlich der Fiesta Sport mit einem Zetec-SE-Motor mit 1,6 Litern Hubraum und 76 kW (103 PS), 15-Zoll-Leichtmetallrädern, Schwellerpaket, Gittergrill, runden Nebelscheinwerfern, Sonderfarbe Racingblue und spezieller Innenausstattung verfügbar. Ebenfalls ab dem Baujahr 2000 wurden – obwohl das Facelift erst kurz zuvor vorgestellt wurde – einige technische Details am Fahrzeug verändert. Beispielsweise wurde der Durchmesser der Bremsscheiben an der Vorderachse von 239 auf 258 mm erhöht.
Die Motorvarianten wurden um den 1,8-Liter-Dieselmotor mit Turbolader und Direkteinspritzung erweitert, der 1,4-Liter-Ottomotor wurde nicht länger angeboten. Der 1,6-Liter Zetec-SE war ab Frühjahr 2000 ausschließlich im Fiesta Sport erhältlich.
Die dritte Generation des Mazda 121 erhielt die gleichen Modifikationen, jedoch nicht den 1,6-Liter-Ottomotor.
Auch von diesem Modell gab es eine Kastenwagen-Variante mit der Bezeichnung Courier.

### Ausstattungslinien
- Fiesta
- Fiesta Trend
- Fiesta Ghia
- Fiesta Sport

### Sondermodelle
- Fiesta Florida
- Fiesta Futura2
- Fiesta Kool

- Heckansicht
- Ford Courier

### Ford Ikon
In Indien wurde gemeinsam mit Mahindra & Mahindra Limited in einem Joint Venture der Ford Ikon entwickelt und von Anfang 2000 bis Frühjahr 2011 für einige asiatische Länder hergestellt. Es handelt sich dabei um eine Stufenhecklimousine auf Basis des Fiesta ’99, die auch in Brasilien, Südafrika, Argentinien, Mexiko und China angeboten wurde. Für Südamerika wurde der Ikon neben dem Fiesta Courier in Brasilien gebaut.
Vom Ikon abgeleitet wurde der Fiesta Van bis 2006 produziert – ein Dreitürer ohne hintere Seitenfenster und Rückbank, der in Europa nicht erhältlich war. Auf Basis des Fiesta Courier wurde ein zweitüriger Pickup in Brasilien gebaut. In Südafrika wurde neben dem Ikon ein viertüriger Pickup des Ikon hergestellt, ähnlich dem Škoda Felicia Vanplus.

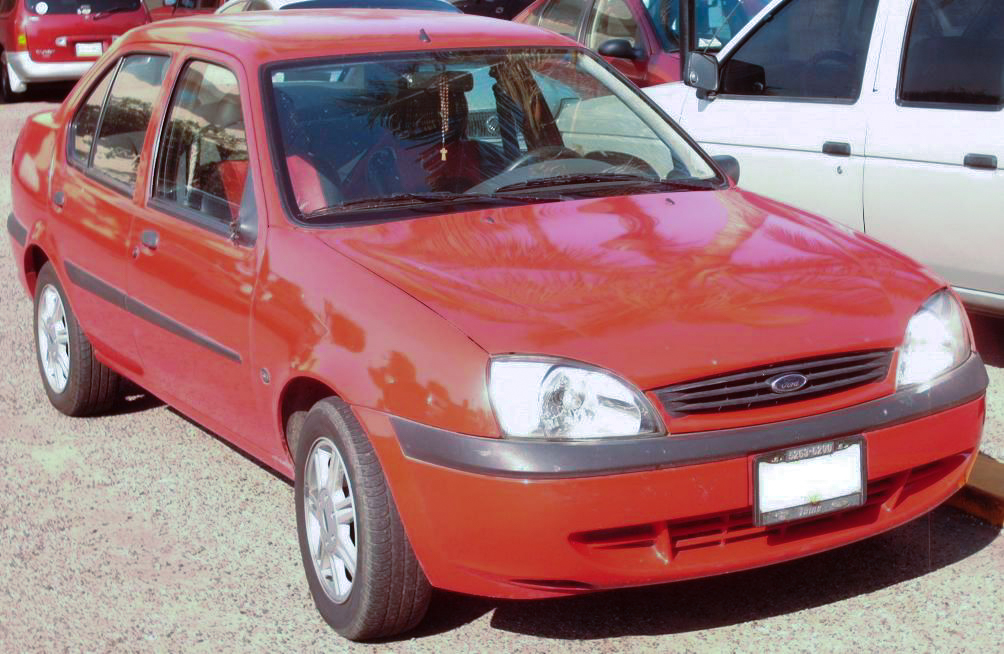
Ford Ikon (2000–2006)
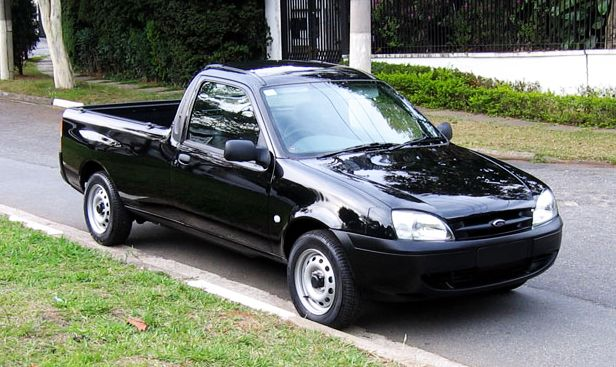
Ford Courier Pick-up

### Technische Daten
|                                  | Benziner                                                                                              | Benziner                                                                                              | Benziner                                                                          | Benziner                                                                          | Benziner                                                                          | Diesel                                                     | Diesel                                                     |
|                                  | 1.3 i (1995–2001)                                                                                     | 1.3 i (1995–2001)                                                                                     | 1.25 i 16V (1995–2001)                                                            | 1.4 i 16V (1996–1999)                                                             | 1.6 i 16V (2000–2001)                                                             | 1.8 D (1995–2000)                                          | 1.8 Di (2000–2001)                                         |
| -------------------------------- | --- | --- | --------------------------------------------------------------------------------- | --------------------------------------------------------------------------------- | --------------------------------------------------------------------------------- | ---------------------------------------------------------- | ---------------------------------------------------------- |
| Motor:                           | 4-Zylinder-Reihenmotor (Viertakt)                                                                     | 4-Zylinder-Reihenmotor (Viertakt)                                                                     | 4-Zylinder-Reihenmotor (Viertakt)                                                 | 4-Zylinder-Reihenmotor (Viertakt)                                                 | 4-Zylinder-Reihenmotor (Viertakt)                                                 | 4-Zylinder-Reihenmotor (Viertakt)                          | 4-Zylinder-Reihenmotor (Viertakt)                          |
| Motortyp:                        | Endura-E                                                                                              | Endura-E                                                                                              | Zetec-SE                                                                          | Zetec-SE                                                                          | Zetec-SE                                                                          | Endura-DE                                                  | Endura-DI                                                  |
| Hubraum:                         | 1299 cm³                                                                                              | 1299 cm³                                                                                              | 1242 cm³                                                                          | 1388 cm³                                                                          | 1596 cm³                                                                          | 1753 cm³                                                   | 1753 cm³                                                   |
| Bohrung × Hub:                   | 74 × 75,5 mm                                                                                          | 74 × 75,5 mm                                                                                          | 71,9 × 76,5 mm                                                                    | 76 × 76,5 mm                                                                      | 78,5 × 81,4 mm                                                                    | 82,5 × 82 mm                                               | 82,5 × 82 mm                                               |
| Leistung bei 1/min:              | 37 kW (50 PS) 4500                                                                                    | 44 kW (60 PS) 5000                                                                                    | 55 kW (75 PS) 5200                                                                | 66 kW (90 PS) 6000                                                                | 76 kW (103 PS) 6000                                                               | 44 kW (60 PS) 4800                                         | 55 kW (75 PS) 4000                                         |
| Max. Drehmoment bei 1/min:       | 94 Nm 2500                                                                                            | 103 Nm 2500                                                                                           | 110 Nm 4000                                                                       | 125 Nm 4000                                                                       | 145 Nm 4000                                                                       | 105 Nm 2500                                                | 140 Nm 1900                                                |
| Gemischaufbereitung:             | Elektronische Einspritzung                                                                            | Elektronische Einspritzung                                                                            | Elektronische Einspritzung                                                        | Elektronische Einspritzung                                                        | Elektronische Einspritzung                                                        | Diesel-Einspritzpumpe                                      | Diesel-Einspritzpumpe Garrett Turbolader                   |
| Ventilsteuerung:                 | OHV (Nockenwelle im Motorblock, Stoßstangen, mechanische Ventilstößel, hängende Ventile, Steuerkette) | OHV (Nockenwelle im Motorblock, Stoßstangen, mechanische Ventilstößel, hängende Ventile, Steuerkette) | DOHC (Zahnriemen, zwei obenliegende Nockenwellen, Tassenstößel, hängende Ventile) | DOHC (Zahnriemen, zwei obenliegende Nockenwellen, Tassenstößel, hängende Ventile) | DOHC (Zahnriemen, zwei obenliegende Nockenwellen, Tassenstößel, hängende Ventile) | OHC, Zahnriemen                                            | OHC, Zahnriemen                                            |
| Kühlung:                         | Wasserkühlung                                                                                         | Wasserkühlung                                                                                         | Wasserkühlung                                                                     | Wasserkühlung                                                                     | Wasserkühlung                                                                     | Wasserkühlung                                              | Wasserkühlung                                              |
| Getriebe:                        | 5-Gang-Getriebe (1,25i a.W. mit stufenloser CTX-Automatik)                                            | 5-Gang-Getriebe (1,25i a.W. mit stufenloser CTX-Automatik)                                            | 5-Gang-Getriebe (1,25i a.W. mit stufenloser CTX-Automatik)                        | 5-Gang-Getriebe (1,25i a.W. mit stufenloser CTX-Automatik)                        | 5-Gang-Getriebe (1,25i a.W. mit stufenloser CTX-Automatik)                        | 5-Gang-Getriebe (1,25i a.W. mit stufenloser CTX-Automatik) | 5-Gang-Getriebe (1,25i a.W. mit stufenloser CTX-Automatik) |
| Radaufhängung vorn:              | MacPherson-Federbeine, Dreieckslenker, Schraubenfedern                                                | MacPherson-Federbeine, Dreieckslenker, Schraubenfedern                                                | MacPherson-Federbeine, Dreieckslenker, Schraubenfedern                            | MacPherson-Federbeine, Dreieckslenker, Schraubenfedern                            | MacPherson-Federbeine, Dreieckslenker, Schraubenfedern                            | MacPherson-Federbeine, Dreieckslenker, Schraubenfedern     | MacPherson-Federbeine, Dreieckslenker, Schraubenfedern     |
| Radaufhängung hinten:            | Verbundlenkerachse, Schraubenfedern                                                                   | Verbundlenkerachse, Schraubenfedern                                                                   | Verbundlenkerachse, Schraubenfedern                                               | Verbundlenkerachse, Schraubenfedern                                               | Verbundlenkerachse, Schraubenfedern                                               | Verbundlenkerachse, Schraubenfedern                        | Verbundlenkerachse, Schraubenfedern                        |
| Karosserie:                      | Stahlblech, selbsttragend                                                                             | Stahlblech, selbsttragend                                                                             | Stahlblech, selbsttragend                                                         | Stahlblech, selbsttragend                                                         | Stahlblech, selbsttragend                                                         | Stahlblech, selbsttragend                                  | Stahlblech, selbsttragend                                  |
| Spurweite vorn/hinten:           | 1429/1373 mm                                                                                          | 1429/1373 mm                                                                                          | 1429/1373 mm                                                                      | 1429/1373 mm                                                                      | 1429/1373 mm                                                                      | 1429/1373 mm                                               | 1429/1373 mm                                               |
| Radstand:                        | 2445 mm                                                                                               | 2445 mm                                                                                               | 2445 mm                                                                           | 2445 mm                                                                           | 2445 mm                                                                           | 2445 mm                                                    | 2445 mm                                                    |
| Länge:                           | 3828 mm                                                                                               | 3828 mm                                                                                               | 3828 mm                                                                           | 3828 mm                                                                           | 3828 mm                                                                           | 3828 mm                                                    | 3828 mm                                                    |
| Leergewicht:                     | 930–1015 kg                                                                                           | 930–1015 kg                                                                                           | 930–1015 kg                                                                       | 930–1015 kg                                                                       | 930–1015 kg                                                                       | 930–1015 kg                                                | 930–1015 kg                                                |
| Höchstgeschwindigkeit:           | 143–153 km/h                                                                                          | 143–153 km/h                                                                                          | 170 km/h                                                                          | 182 km/h                                                                          | 187 km/h                                                                          | 155 km/h                                                   | 168 km/h                                                   |
| Beschleunigung 0–100 km/h:       | 15,9–19,5 s                                                                                           | 15,9–19,5 s                                                                                           | 12,7 s                                                                            | 10,8 s                                                                            | 10,2 s                                                                            | 17,4 s                                                     | 14,3 s                                                     |
| Verbrauch (Liter/100 Kilometer): | 6,4 S                                                                                                 | 6,4 S                                                                                                 | 6,4–6,7 S                                                                         | 6,5 S                                                                             | 7,8 S                                                                             | 5,7 D                                                      | 5,0 D                                                      |

## Motorsport
Anders als bei den drei bisherigen Vorgängermodellen gab es von Ford weder für den Fiesta ’96 noch für den Fiesta ’99 Motorsportaktivitäten. Neuer Markenpokal und damit Nachfolger des Ladies-Cup und des Mixed-Cup war der Puma-Cup. Der Puma stand damals auf der Plattform des Ford Fiesta, war aber optisch das deutlich sportlichere Fahrzeug.
Trotzdem fanden einige privat eingesetzte Ford Fiesta ihren Weg in den Motorsport. Insbesondere Fiesta Sport des ’99er Modells, welche ab Werk mit dem 1,6-Liter Zetec-SE-Motor ausgestattet waren, nahmen regelmäßig an Rennen der DTC in der Klasse bis 1600 cm³ teil.